# Conservatoire botanique national de Mascarin

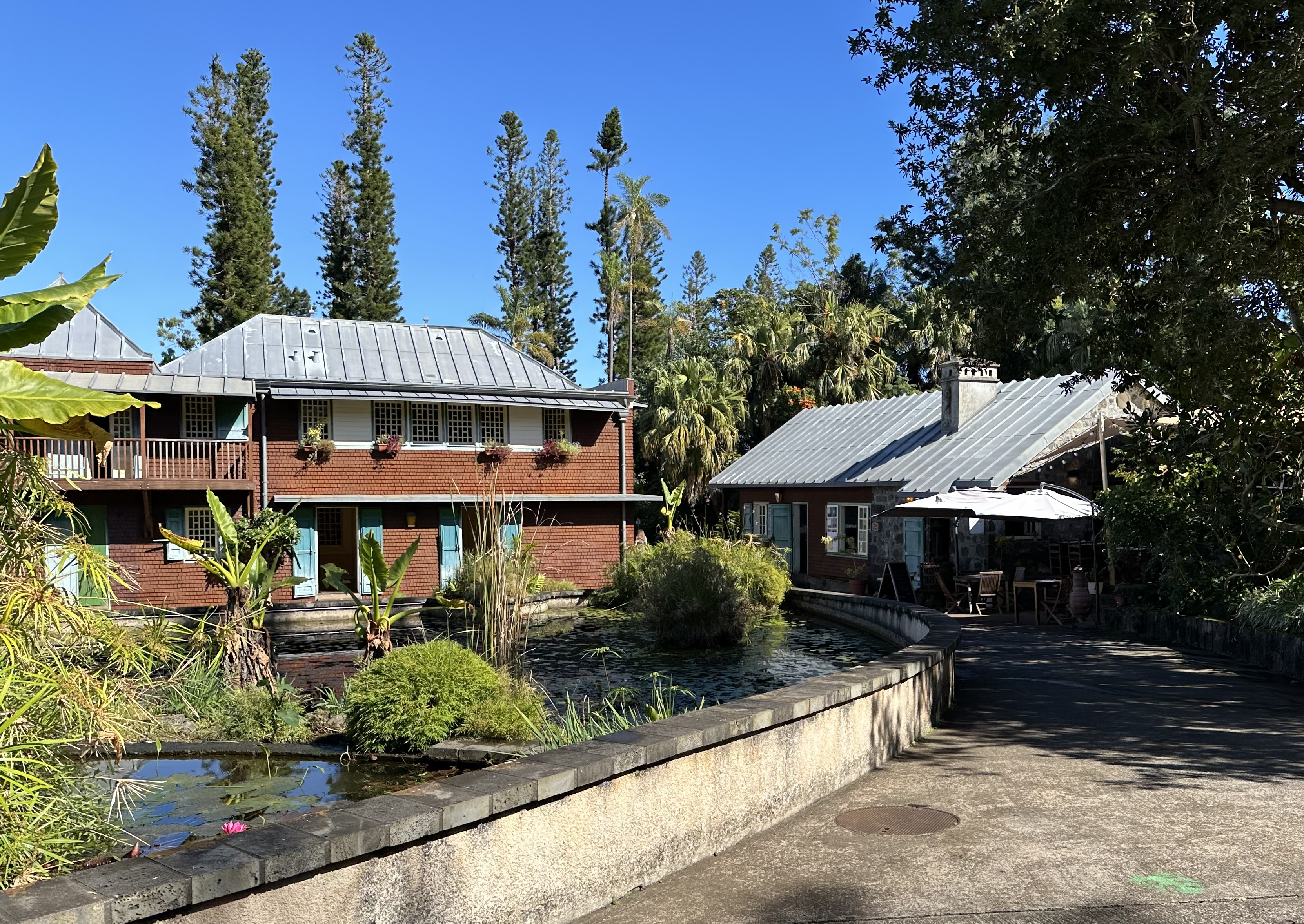
Conservatoire botanique national de Mascarin, 2024

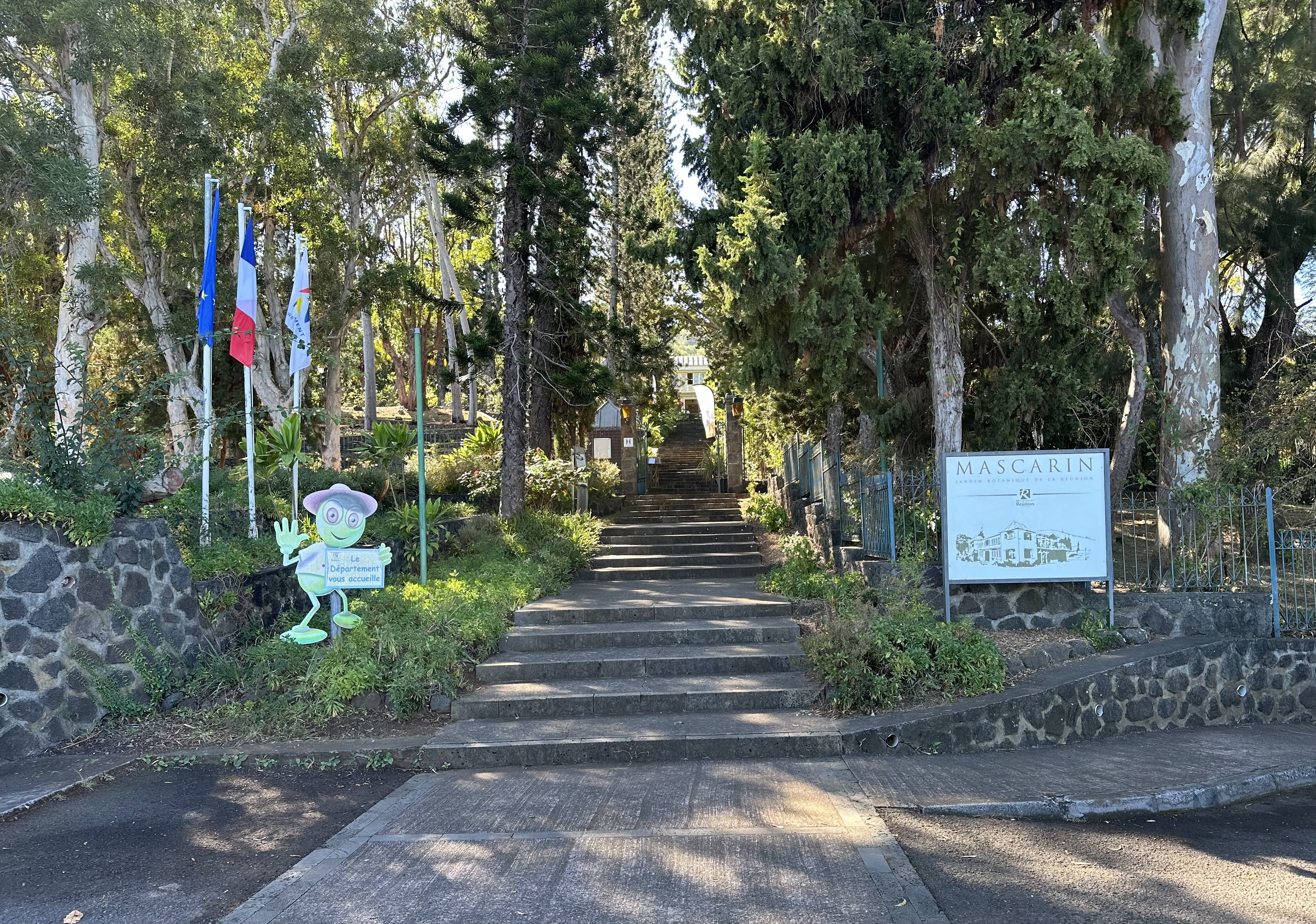
Eingangsbereich

Das Conservatoire botanique national de Mascarin, ehemals Maison Châteauviex, ist ein Botanischer Garten im französischen Übersee-Département Réunion.

## Lage
Der Botanische Garten befindet sich auf der Westseite der Insel Réunion im Gebiet der Gemeinde Saint-Leu an der Adresse 2 rue du Père Georges - Les Colimaçons. Westlich des Gartens befindet sich die Kirche Sacré Cœur.

## Aufgabe
Der Garten befasst sich wissenschaftlich mit der Erforschung und Bewahrung der Flora und ihrer Lebensräume der in der weiteren Umgebung im Indischen Ozean gelegenen französischen Inseln Réunion und Mayotte sowie den zu den Îles Éparses gehörenden Inseln Europa, Juan de Nova, Îles Glorieuses und Tromelin.
Die Anlage untersteht heute der Umweltdirektion des Départementrates von Réunion.

## Anlage
Der Botanische Garten umfasst eine Fläche von vier Hektar auf der etwa 4000 endemische Pflanzenarten gehalten werden. Darüber hinaus gibt es eine Sammlung weltweiter Kaffeebäume, tropischer Obstbäume, Palmen, Kakteen, Farne, Orchideen, einen kreolischen Obstgarten und eine pädagogische Imkerei. Im Garten leben Chamäleons. Die Gesamtanlage hat eine Fläche von fast 13 Hektar, wovon 8 Hektar für die Öffentlichkeit zugänglich sind.
Insgesamt ist die Sammlung in acht Teilbereiche unterteilt. Eine Réunion-Sammlung befasst sich mit den im 17. Jahrhundert, vor dem Beginn der Besiedlung im halbtrockenen Wald des Westteils der Insel typischen Flora. Es handelt sich um bedrohte endemische, also nur auf Réunion vorkommende Pflanzen. Etwa 50 hiervon werden bis auf eine Höhe von 700 Metern präsentiert.
In einer weiteren Sammlung werden chronologisch die Pflanzen vorgestellt, die ab dem 17. Jahrhundert das wirtschaftliche Leben Réunions geprägt haben und zur Zurückdrängung der ursprünglichen Bewaldung führten. Beginnend mit der Einführung von Kaffee, dann mit Gewürzen, Obstbäumen, Zuckerrohr und Geranien.
Eine andere Sammlung mit etwa 50 Arten befasst sich mit essbaren kreolischen Früchten, von denen die meisten jedoch von Menschen nach Réunion eingeführt wurden. Nur die Früchte von drei Pflanzenarten der ursprünglich Flora gelten als essbar.

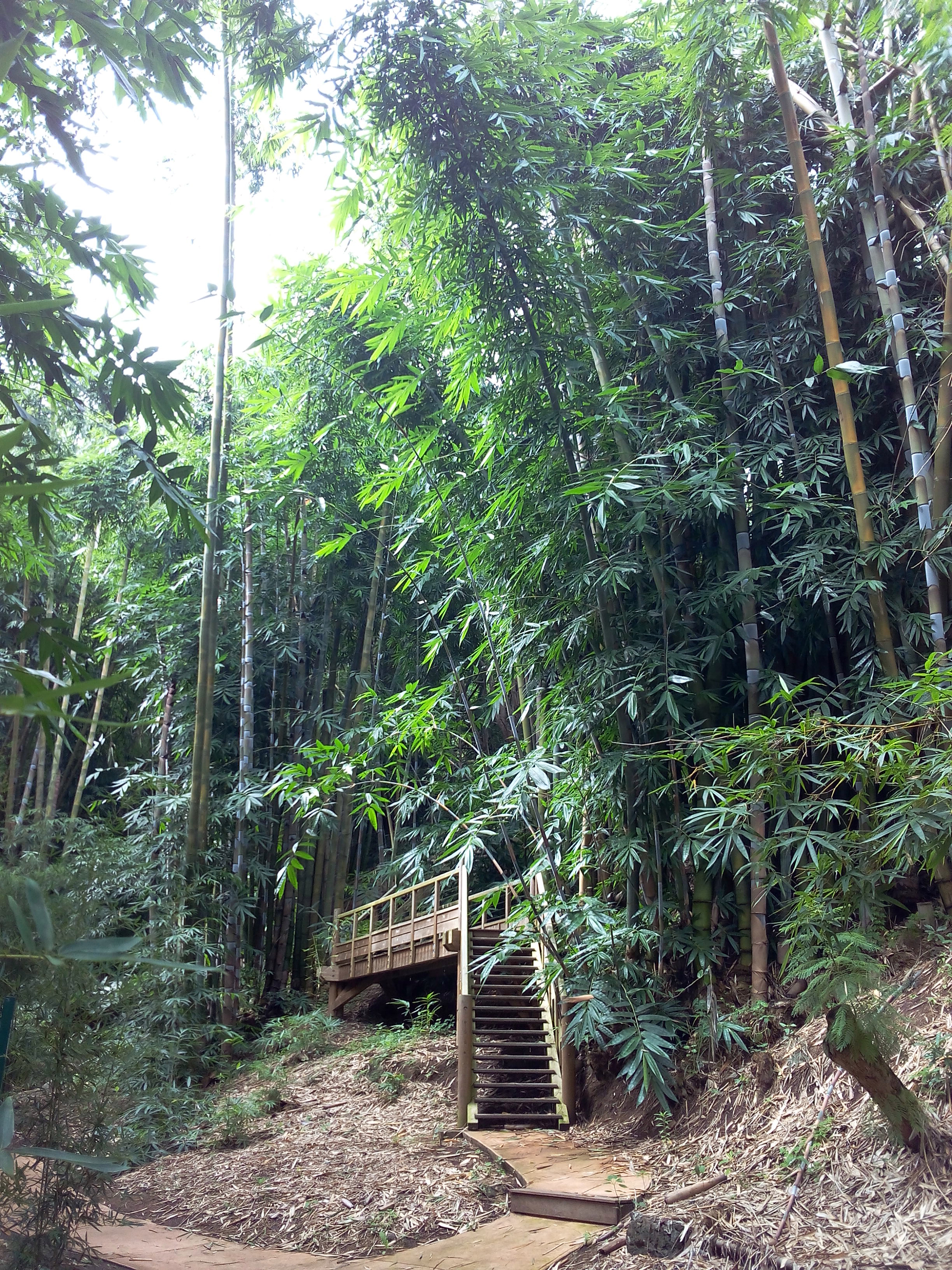
Bambussammlung, 2015

Außerdem bestehen Sammlungen von Sukkulenten, Palmen, Bambus sowie Orchideen und Farnen. Die Sammlung von Kaffeearten zeigt 30 wilde Arten die in Ost-, West- und Zentralafrika auf den Komoren, Madagaskar und den Maskarenen beheimatet sind. Mit dieser Sammlung soll die genetische Vielfalt der Kaffeearten erhalten werden.
Im Zentrum der Anlage befindet sich eine historische kreolische Villa, die ebenfalls besichtigt werden kann und in der auch der Laden des Gartens untergebracht ist. Im Haus sind einige historische Möbel aufgestellt, im Übrigen wird es auch für Ausstellungen genutzt. Angrenzend, ebenfalls in historischen Gebäuden, befindet sich ein Restaurant. Es bestehen auch Seminarräume. Ein großes Becken ist mit Koikarpfen und Seerosen besetzt.

## Geschichte

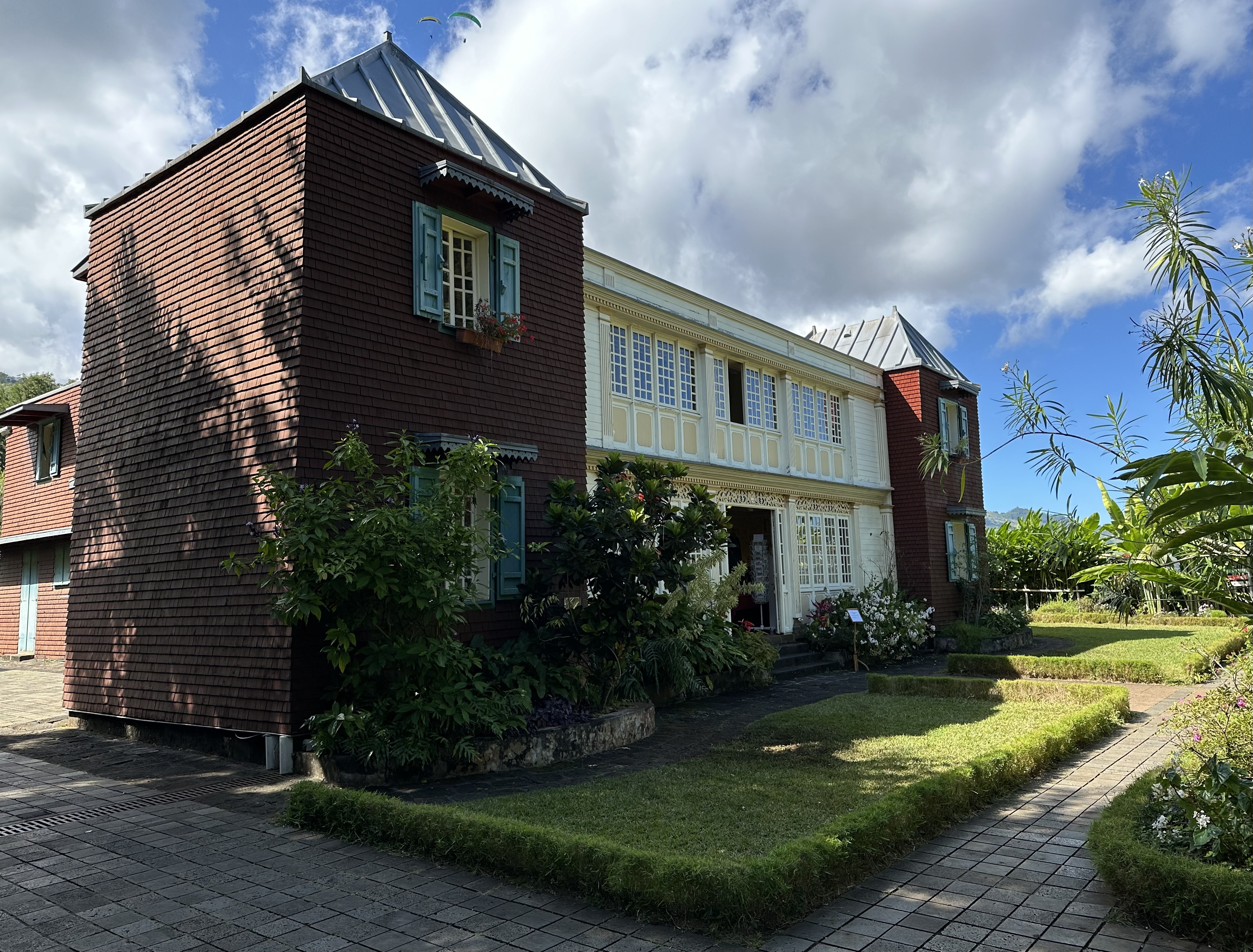
Vorderseite des Hauses, 2024

Die Anlage ging aus einem landwirtschaftlichen Betrieb des Marquis Antoine Sosthène d’Armand de Châteauvieux hervor. Das Haus wurde 1794 errichtet, wobei jedoch zunächst nur die beiden vorderen Türme entstanden, die durch eine überdachte Brücke verbunden waren und so als eine Art Wachtürme fungierten. Hintergrund war der sich ankündigende Krieg mit England. 1855 übernahm dann die Familie Chateauvieux das Anwesen. Andere Angaben nennen Antoine Sosthène d’Armand de Châteauvieux ab 1857 als Eigentümer. Er ließ Zuckerrohr, Tee, Baumwolle und Geranium anbauen und war außerdem als Architekt und Botaniker tätig. Er sammelte Pflanzen und führte exotische und tropische Pflanzenarten aus anderen Ländern ein, die er in dem das Haus umgebenden Park anpflanzte. Unter anderem trug er eine große Sammlung von Eukalyptus zusammen. Der landwirtschaftliche Betrieb umfasste insgesamt 660 Hektar.
Das Haus wurde erweitert und umfasste dann 21 Zimmer. Während im oberen Geschoss des zweistöckigen Gebäudes Zimmer untergebracht wurden, entstanden im Erdgeschoss eine Halle, ein großes und ein kleines Wohnzimmer, das Esszimmer, Büro, Bad, Toilette und zwei Schlafzimmer. In den 1930er Jahren wurde das Haus renoviert. In diesem Zusammenhang wurden die auf der Vorderseite bestehenden Veranden durch Holzelemente verschlossen. Auch die Gestaltung der hinteren Fassade geht auf diese Zeit zurück. Insgesamt bestanden nun 36 Zimmer.
Umgeben ist das Gebäude von mehreren Wirtschaftsgebäuden, unter anderem ein Haus für die Produktion von Apfelwein aus dem Jahr 1900.
1986 stand das Haus zum Verkauf. Zum Grundstück gehörten nur noch 12 Hektar und 59 Ar. Odette Roche setzte sich beim Departmentsrat von Réunion dafür ein, das Anwesen zu erwerben, um es zum Sitz des Conservatoire botanique national de Mascarin zu machen. Tatsächlich gehört es seit 1987 dem Département Réunion. Seit 1987 oblag die Verwaltung des Anwesens dann dem Verein Conservatoire Botanique de Mascarin. Das Département führte eine umfassende Restaurierung des Hauses durch.
2019 wurde der Garten als Jardin remarquable ausgezeichnet.